# Szohung
Szohung (hangul: 서흥군, Szohung-kun, handzsa: 瑞興郡, RR: Sŏhŭng-kun, ’szerencsés felvirágzás’) megye Észak-Koreában, Észak-Hvanghe (Hwanghae) tartományban. Kogurjo (Goguryeo) idején az Ucshathanhol (우차탄홀; 于次呑忽, Uch'at'anhol) nevet viselte. 1270-ben nyerte el mai nevét. 1413-ban emelték első ízben megyei rangra.

## Földrajza
Északról Jonthan (Yŏnt'an) és Szuan (Suan), keletről Singje (Sin'gye), délről Phjongszan (P'yŏngsan) és Rinszan (Rinsan), nyugatról Pongszan (Pongsan) határolja.
Legmagasabb pontja a 701 méter magas Radzsangszan (라장산; 羅帳山, Rajangsan).

## Közigazgatása
1 községből (up (ŭp)), 20 faluból (ri (ri)) áll:
| - Szohung-up (서흥읍; 瑞興邑, Sŏhŭng-ŭp) - Kacshang-ri (가창리; 加倉里, Kach'ang-ri) - Komun-ri (거문리; 巨門里, Kŏmun-ri) - Koszong-ri (고성리; 古城里, Kosŏng-ri) - Kumnung-ri (금릉리; 金陵里, Kŭmnŭng-ri) - Namhan-ri (남한리; 南漢里, Namhan-ri) - Tephjong-ri (대평리; 大坪里, Taep'yŏng-ri) - Rakcshon-ri (락촌리; 洛村里, Rakch'on-ri) - Munmu-ri (문무리; 文武里, Munmu-ri) - Pegam-ri (백암리; 白岩里, Paegam-ri) - Poman-ri (범안리; 泛雁里, Pŏman-ri) | - Pongha-ri (봉하리; 鳳下里, Pongha-ri) - Szongvol-ri (송월리; 松月里, Songwŏl-ri) - Sindang-ri (신당리; 新塘里, Sindang-ri) - Jangsza-ri (양사리; 陽射里, Yangsa-ri) - Jangam-ri (양암리; 陽岩里, Yangam-ri) - Uncshon-ri (운천리; 雲川里, Unch'ŏn-ri) - Csadzsak-ri (자작리; 自作里, Chajak-ri) - Cshongpho-ri (청포리; 靑浦里, Ch'ŏngp'o-ri) - Hvagok-ri (화곡리; 花谷里, Hwagok-ri) - Hvabong-ri (화봉리; 花峯里, Hwabong-ri) |

## Gazdaság
Szohung (Sŏhŭng) megye gazdasága élelmiszeriparra, gyógyszeriparra és papírgyártásra épül.

## Oktatás
Szohung (Sŏhŭng) megye egy mezőgazdasági főiskolának, 28 általános és 28 középiskolának ad otthont.

## Egészségügy
A megye számos egészségügyi intézménnyel rendelkezik, köztük 1 megyei és számos helyi kórházzal.

## Közlekedés
A megye közutakon a szomszédos helységek felől közelíthető meg. A megye vasúti kapcsolattal rendelkezik, a Phjongbu (P'yŏngbu) vonal része.